# Alba Maiolini
Pour les articles homonymes, voir Maiolini.
Alba Maiolini née le 15 juillet 1916 à Rome et morte dans la même ville le 1er mars 2005 est une actrice italienne.

## Biographie
Alba Maiolini fait partie des nombreux artistes qui sont appelés dans le cinéma italien « Generici » ou « Figurante », formés pour jouer des rôles de tout genre dans des films, souvent non crédités sur les génériques et affiches. Alba Maiolini a joué régulièrement ces rôles de 1959 à 1991 dans plus de 125 films identifiés jusqu'à présent.
Elle est la petite-fille de l'actrice Paola Maiolini.

## Filmographie partielle

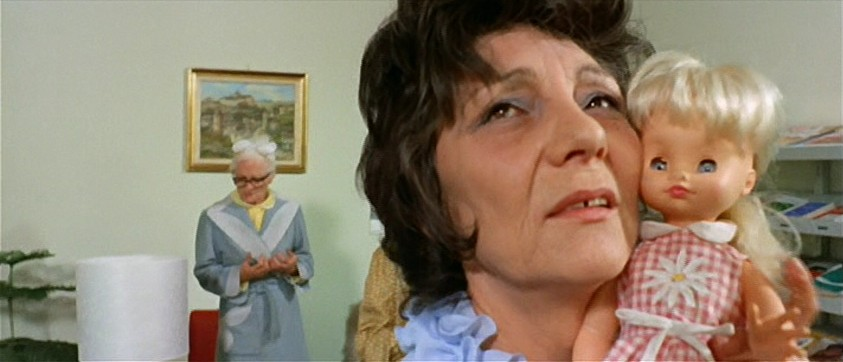
Alba Maiolini dans Le Tueur à l'orchidée (1972).

- 1959 : L'Enfer dans la ville (Nella città l'inferno) de Renato Castellani
- 1963 : Ursus dans la terre de feu (Ursus nella terra di fuoco) de Giorgio Simonelli
- 1966 : Colorado (La resa dei conti) de Sergio Sollima
- 1969 :
  - Trois pour un massacre (Tepepa) de Giulio Petroni
  - Cinq hommes armés (Un esercito di 5 uomini), de Italo Zingarelli et Dario Argento
- 1972 :
  - Le Tueur à l'orchidée (Sette orchidee macchiate di rosso) d'Umberto Lenzi
  - Quando le donne si chiamavano madonne, de Aldo Grimaldi
- 1973 : La Vie sexuelle dans les prisons de femmes (Diario segreto da un carcere femminile) de Rino Di Silvestro
- 1974 : L'Antéchrist (L'anticristo) d'Alberto De Martino
- 1975 : Rome violente (Roma violenta), de Marino Girolami
- 1976 :
  - Il secondo tragico Fantozzi, de Luciano Salce
  - Febbre da cavallo, de Steno
  - On a demandé la main de ma sœur (La pretora) de Lucio Fulci
- 1978 :
  - Le Retour du Saint, (1 épisode)
  - Le braghe del padrone, de Flavio Mogherini
- 1979 :
  - Giallo a Venezia, de Mario Landi
  - SOS Concorde (Concorde Affaire '79), de Ruggero Deodato
  - La patata bollente, de Steno
- 1980 :
  - Café express, de Nanni Loy
  - Un sacco bello, de Carlo Verdone
  - La Terreur des zombies (Zombi Holocaust) de Marino Girolami
- 1981 : L'Autre enfer (L'Altro inferno) de Bruno Mattei
- 1987 : Io e mia sorella de Carlo Verdone
- 1990 : Stasera a casa di Alice de Carlo Verdone